# 西さがみ連邦共和国

西さがみ連邦共和国
西さがみ連邦共和国

西さがみ連邦共和国（にしさがみれんぽうきょうわこく）は、現在の神奈川県西部に存在した連邦共和国。
観光客の誘客や地域振興などを目的とし、日本からの独立を目標としない、いわゆるミニ独立国の一つ。
建国当初は、構成市町の合併も視野に入れていた。

## 構成市町
西さがみ連邦共和国は1市1郡（3町）の計4市町で構成された。
- 小田原市
- 足柄下郡
  -  箱根町
  -  真鶴町
  -  湯河原町

## 組織
2002年4月26日、各市町長は小田原市役所にて第1回首脳会議を開催した。
また、1市3町の職員が組織する西さがみ連邦共和国事務局が設置され、これを機に西さがみ連邦共和国が始動した。

最高議決機関には首脳会議が設置され、構成市町4首長で組織された。各市町助役は連邦理事会、各市町課長は連邦幹事会、各市町担当職員は連邦事務局を組織した。

## 政策
西さがみ連邦共和国は中日友好協会と交流するなど、観光客の増加が予想された中国人観光客の誘致事業を行った。